# Just Dance 4
Just Dance 4 es un videojuego desarrollado por Ubisoft para Wii, PlayStation 3 (PlayStation Move), Xbox 360 (Kinect) y Wii U (Wiimote). Es el sucesor del juego Just Dance 3 y antecede el Just Dance 2014. Este juego es bastante distinto a su antecesor en cuanto a música, gráficos y contenido.

## Lista de canciones
El juego cuenta con 50 canciones.
| Canción                                     | Artista                       | Dificultad                           | Año  | Modo       |
| ------------------------------------------- | ----------------------------- | ------------------------------------ | ---- | ---------- |
| "(I've Had) The Time of My Life"            | Bill Medley y Jennifer Warnes | 3                                    | 1987 | Dúo        |
| "The Ketchup Song"                          | Las Ketchup                   | 1                                    | 2002 | Dúo        |
| "Ain't No Other Man"                        | The Girly Team                | 1                                    | 2006 | Solo       |
| "Beauty and a Beat"                         | Justin Bieber                 | 3                                    | 2012 | Solo       |
| "Beware of the Boys (Mundian To Bach Ke)"   | Panjabi MC                    | 2                                    | 1999 | Dance Crew |
| "Brand New Start"                           | Anja                          | 2                                    | 2013 | Solo       |
| "Call Me Maybe"                             | Carly Rae Jepsen              | 1                                    | 2012 | Solo       |
| "Can't Take My Eyes Off You"                | Boys Town Gang                | 1                                    | 1983 | Dúo        |
| "Cercavo Amore"                             | Emma                          | 3                                    | 2011 | Solo       |
| "Crazy Little Thing"                        | Anja                          | 3                                    | 2012 | Solo       |
| "Crucified"                                 | Army of Lovers                | 3                                    | 1992 | Dance Crew |
| "Diggin' in the Dirt"                       | Stefanie Heinzmann            | 2                                    | 2012 | Solo       |
| "Disturbia (canción)"                       | Rihanna                       | 3                                    | 2008 | Solo       |
| "Domino (canción de Jessie J)"              | Jessie J                      | 1                                    | 2011 | Solo       |
| "Everybody Needs Somebody to Love"          | The Blues Brothers            | 2                                    | 1981 | Dúo        |
| "Good Feeling (canción)"                    | Flo Rida                      | 2                                    | 2012 | Solo       |
| "Good Girl (canción)"                       | Carrie Underwood              | 1                                    | 2012 | Solo       |
| "Hit 'Em Up Style (Oops!)"                  | Blu Cantrell                  | 1                                    | 2002 | Solo       |
| "Hot For Me"                                | A.K.A                         | 2                                    | 2012 | Solo       |
| "I Like It"                                 | The Blackout All-Stars        | 3                                    | 1995 | Dúo        |
| "Istanbul (Not Constantinople)"             | They Might Be Giants          | 1                                    | 1991 | Dance Crew |
| "Jailhouse Rock"                            | Elvis Presley                 | 1                                    | 1958 | Dance Crew |
| "Livin' la Vida Loca"                       | Ricky Martin                  | 3                                    | 2000 | Solo       |
| "Love You like a Love Song"                 | Selena Gomez & the Scene      | 1                                    | 2012 | Solo       |
| "Maneater (canción de Nelly Furtado)        | Nelly Furtado                 | 2: Emilia (Claśico DC) - Estudio 675 | 2007 | Solo       |
| "Make the Party (Don't stop)                | Bunny Beatz                   | 2                                    | 2012 | Solo       |
| "Más que Nada"                              | Sérgio Mendes                 | 1                                    | 2007 | Solo       |
| "Moves like Jagger"                         | Maroon 5                      | 2                                    | 2010 | Solo       |
| "Mr. Saxobeat"                              | Alexandra Stan                | 1                                    | 2011 | Solo       |
| "Never Gonna Give You Up"                   | Rick Astley                   | 1                                    | 1989 | Solo       |
| "Oh No!"                                    | Marina and the Diamonds       | 3                                    | 2010 | Solo       |
| "On the Floor"                              | Jennifer Lopez                | 1                                    | 2011 | Solo       |
| "Oops!... I Did It Again"                   | The Girly Team                | 2                                    | 2001 | Dance Crew |
| "Scary Monsters and Nice Sprites"           | Skrillex                      | 2                                    | 2011 | Solo       |
| "Rock Lobster"                              | The B-52's                    | 2                                    | 1979 | Dúo        |
| "Run the Show"                              | Kat DeLuna                    | 3                                    | 2007 | Dúo        |
| "So What"                                   | Pink                          | 1                                    | 2008 | Solo       |
| "Some Catchin' Up to Do"                    | Sammy                         | 1                                    | 2012 | Solo       |
| "Super Bass"                                | Nicki Minaj                   | 3                                    | 2010 | Solo       |
| "Superstition"                              | Stevie Wonder                 | 1                                    | 1973 | Solo       |
| "The Final Countdown (canción)"             | Europe                        | 3                                    | 1987 | Dúo        |
| "Time Warp"                                 | The Rocky Horror Picture Show | 3                                    | 1976 | Dance Crew |
| "Tribal Dance"                              | 2 Unlimited                   | 3                                    | 1994 | Dúo        |
| "Umbrella"                                  | Rihanna                       | 1                                    | 2007 | Solo       |
| "Want U Back"                               | Cher Lloyd                    | 1                                    | 2012 | Solo       |
| "We No Speak Americano"                     | Hit The Electro Beat          | 2                                    | 2011 | Solo       |
| "What Makes You Beautiful"                  | One Direction                 | 1                                    | 2012 | Dance Crew |
| "Wild Wild West"                            | Will Smith                    | 3                                    | 2000 | Dance Crew |
| "You Make Me Feel..."                       | Cobra Starship                | 2                                    | 2011 | Solo       |
| "You're the First, the Last, My Everything" | Barry White                   | 1                                    | 1975 | Dance Crew |

- Una (U) significa que la canción es exclusiva de Wii U.
- Una (DU) significa que la canción es exclusiva del Wii U, pero está como contenido descargable para Wii, PS3 y Xbox 360.
- Una (CH) significa que se necesita un código proporcionado por cheetos para desbloquearla. (Promoción Finalizada)
- Una (P) significa que la canción es exclusiva de Europa y Australia.
- Una (NTSC) significa que la canción es exclusiva de América.
- Una (A) significa que la canción tiene versión alternativa.
- Una (E) significa que la canción tiene versión extrema.
- Una (EEW) significa que la canción en Wii solo está disponible en la Edición Especial.

## Modos de Juego

### Modo Just Sweat
En el modo Just Sweat, el juego se expande sobre los modos de los juegos anteriores. Las características incluyen un temporizador para determinar la duración del entrenamiento, y un recuento de calorías para el seguimiento de la cantidad de calorías quemadas. Los jugadores pueden elegir qué canción para hacer ejercicio. 
| Entrenamiento          | Género                                        | Nivel +10 Minutos     | Nivel +25 Minutos       | Nivel +45 Minutos     | Bailarín |
| ---------------------- | --------------------------------------------- | --------------------- | ----------------------- | --------------------- | -------- |
| Aerobics in Space      | Pasos de aeróbic \ Música Pop de los 80       | Crucero lunar         | Viaje solar             | Ruta galáctica        | ♀        |
| Electro Body Combat    | Ejercicio de lucha cardi \ Música electrónica | Partido amateur       | Competición profesional | Campeonato mundial    | ♂        |
| Sweat Around The World | Ensayo de bailes latinos \ Músicas del mundo  | La escalera de jardín | Danza en el bosque      | Aventura en la jungla | ♀        |
| Cheerleaders Boot Camp | Entrenamiento extremo \ Música Punk Rock      | Ensayo general        | Concierto en el club    | El gran espectáculo   | ♀        |
| Swinging 60's Workout  | Mantenimiento divertido \ Música Pop Clásica  | Práctica matinal      | Entrenamiento relajado  | Fiesta Flower Power   | ♂        |

- "Swinging 60's Workout" debe ser desbloqueado en el juego

### Modo Batalla
El juego incluye un novedoso modo de batalla de baile, donde dos bailarines de dos canciones diferentes pelean entre sí. Ambos jugadores tendrán una barra de vida. Cuando se termine el tiempo, el jugador con más vida ganará la ronda, y tendrá el derecho de jugar una parte de su canción en la ronda siguiente. Son 5 rondas en total. En la versión de Wii se ha de desbloquear estas opciones
Son 5 las batallas que presenta el juego, las cuales son:
| Canción                                                               | Artistas                                                  | Dificultad | Bailarines |
| --------------------------------------------------------------------- | --------------------------------------------------------- | ---------- | ---------- |
| Moves like Jagger V.S. Never Gonna Give You Up                        | Maroon 5 feat. Christina Aguilera V.S. Rick Astley        | 2          | ♂/♂        |
| Super Bass V.S. Love You like a Love Song                             | Nicki Minaj V.S. Selena Gomez & the Scene                 | 3          | ♀/♀        |
| Rock N' Roll (Will Take You To The Mountain) V.S. Livin' La Vida Loca | Skrillex V.S. Ricky Martin                                | 1          | ♂/♂        |
| Call Me Maybe V.S. Beauty and a Beat                                  | Carly Rae Jepsen V.S. Justin Bieber featuring Nicki Minaj | 1          | ♀/♂        |
| Tribal Dance V.S. Rock Lobster                                        | 2 Unlimited V.S. The B-52's                               | 2          | ♀/♂        |

### Modo Puppet Master
Esta característica es exclusiva para la versión de Wii U. En esta modalidad, un jugador tomará el control del Maestro, el cual se encargará de ir cambiando la coreografía. Para esto, deberá usar el Wii U GamePad y decidir uno de los 4 pasos de baile que se mostrarán en el control. Cada uno de esos pasos corresponde a un juego de la serie (JD - JD2 - JD3 - JD4). En ciertas ocasiones aparecerá el botón "Take a Pose", en la cual la pantalla del televisor mostrará una imagen y los jugadores deberán mantener la pose, luego el jugador maestro deberá seleccionar cual imitó mejor la pose para ser beneficiado con 1000 puntos. Este modo sería reemplazado por el modo Party Master de los Just Dance 2014, 2015 y 2016
| Canción                                      | Artista                                     | Año  |
| -------------------------------------------- | ------------------------------------------- | ---- |
| Ain't No Other Man*                          | Christina Aguilera                          | 2006 |
| So What                                      | P!nk                                        | 2008 |
| Call Me Maybe                                | Carly Rae Jepsen                            | 2012 |
| Good Feeling (Alice Version)                 | Flo Rida                                    | 2011 |
| Moves like Jagger                            | Maroon 5 featuring Christina Aguilera       | 2011 |
| Mr. Saxobeat                                 | Alexandra Stan                              | 2011 |
| Disturbia                                    | Rihanna                                     | 2008 |
| Rock N' Roll (Will Take You To The Mountain) | Skrillex                                    | 2010 |
| What Makes You Beautiful                     | One Direction                               | 2011 |
| We No Speak Americano*                       | Yolanda Be Cool y DCUP                      | 2010 |
| Beauty and a Beat                            | Justin Bieber featuring Nicki Minaj         | 2012 |
| Super Bass                                   | Nicki Minaj                                 | 2011 |
| Never Gonna Give You Up                      | Rick Astley                                 | 1987 |
| Maneater                                     | Nelly Furtado                               | 2006 |
| Oh No!                                       | Marina and the Diamonds                     | 2010 |
| Love You like a Love Song                    | Selena Gomez & the Scene                    | 2011 |
| Más Que Nada                                 | Sergio Mendes featuring The Black Eyed Peas | 2006 |

- Un * indica que es un Cover, no es la canción original.

### Modo Mash Up
Este modo consiste en combinar varios pasos de coreografías de las anteriores versiones de just dance que rimen con la canción para así crear un nuevo estilo de baile un poco diferente. 
Estas son todas las canciones de este modo y son:
| Canción                                      | Artista                                     | Dificultad |
| -------------------------------------------- | ------------------------------------------- | ---------- |
| (I've Had) The Time of My Life (PU)          | Bill Medley & Jennifer Warnes               | 1          |
| Call Me Maybe                                | Carly Rae Jepsen                            | 1          |
| Good Feeling (Alice Version)                 | LIDSEY STRILING                             | 1          |
| Rock Lobster                                 | The B-52's                                  | 3          |
| Disturbia                                    | Rihanna                                     | 3          |
| Asereje (PU)                                 | Las ketchup                                 | 3          |
| What Makes You Beautiful                     | One Direction                               | 2          |
| Oops! I Did It Again*                        | Britney Spears                              | 3          |
| Beauty and a Beat                            | Justin Bieber featuring Nicki Minaj         | 2          |
| Super Bass (PU)                              | Nicki Minaj                                 | 2          |
| Tribal Dance (PU)                            | 2 Unlimited                                 | 3          |
| Beware of the Boys (Mundian To Bach Ke)      | Panjabi MC                                  | 2          |
| Maneater (PU)                                | Nelly Furtado                               | 2          |
| Run the Show (PU)                            | Kat DeLuna featuring Busta Rhymes           | 2          |
| Livin' La Vida Loca (PU)                     | Ricky Martin                                | 3          |
| You're The First, The Last, My Everything    | Barry White                                 | 3          |
| Oh No!                                       | Marina & the Diamonds                       | 2          |
| Crucified (PU)                               | Army of Lovers                              | 1          |
| Más que nada (PU)                            | Sergio Mendes featuring The Black Eyed Peas | 1          |
| The Final Countdown (PU)                     | Europe                                      | 3          |
| Jailhouse Rock (PU)                          | Elvis Presley                               | 3          |
| Moves like Jagger                            | Maroon 5                                    | 1          |
| Wild Wild West (PU)                          | Will Smith                                  | 1          |
| So What (PU)                                 | Pink                                        | 2          |
| Rock N' Roll (Will Take You To The Mountain) | Skrillex                                    | 2          |

- Un * indica que es un Cover, no es la canción original.
- Un "(PU)" indica que el Mash Up es exclusivo de Wii U y Playstation 3.
- Un "(U)" indica que el Mash Up es exclusivo de Wii U.

### Non Stop Shuffle
Modo en el cual podemos bailar todas las canciones sin parar para nunca terminar con la diversión.

## Contenido Descargable (DLC)
Just Dance 4 también tiene contenido en línea, las cuales incluyen la descarga de canciones nuevas.

### Wii
| Canción                          | Artista                                  | Dificultad | Año  | Modo | Bailarín(es) | Fecha de Salida         | Costo          |
| -------------------------------- | ---------------------------------------- | ---------- | ---- | ---- | ------------ | ----------------------- | -------------- |
| Part Of Me                       | Katy Perry                               | 4          | 2012 | Solo | ♀            | 2 de octubre de 2012    | 300 Wii Points |
| Gangnam Style                    | PSY                                      | 3          | 2012 | Dúo  | ♂ ♀          | 21 de noviembre de 2012 | 300 Wii Points |
| Funhouse                         | P!nk                                     | 3          | 2008 | Solo | ♀            | 21 de noviembre de 2012 | 300 Wii Points |
| Make the Party (Don't Stop) (NWD | Bunny Beatz                              | 2          | 2012 | Solo | ♂            | 21 de noviembre de 2012 | 300 Wii Points |
| Dagomba (2)                      | Sorcerer                                 | 2          | 2003 | Solo | ♂            | 21 de noviembre de 2012 | 300 Wii Points |
| You Make Me Feel...              | Cobra Starship Ft. Sabi                  | 2          | 2012 | Solo | ♀            | 12 de diciembre de 2012 | 300 Wii Points |
| Heavy Cross                      | Gossip                                   | 2          | 2009 | Solo | ♀            | 11 de diciembre de 2012 | 300 Wii Points |
| Hit the Lights                   | Selena Gomez & the Scene                 | 2          | 2011 | Solo | ♀            | 11 de diciembre de 2012 | 300 Wii Points |
| One Thing                        | One Direction                            | 1          | 2012 | Dúo  | ♀ ♂          | 11 de diciembre de 2012 | 300 Wii Points |
| So Glamorous*                    | Harlin James & Clav                      | 2          | 2012 | Solo | ♀            | 11 de diciembre de 2012 | 300 Wii Points |
| Want U Back                      | Cher Lloyd feat. Astro                   | 1          | 2012 | Solo | ♀            | 11 de diciembre de 2012 | 300 Wii Points |
| Good Girl (P)                    | Carrie Underwood                         | 1          | 2012 | Solo | ♀            | 11 de diciembre de 2012 | 300 Wii Points |
| Oath                             | Cher Lloyd feat. Becky G                 | 2          | 2012 | Dúo  | ♀-♀          | 22 de enero de 2013     | 300 Wii Points |
| We R Who We R                    | Ke$ha                                    | 2          | 2010 | Solo | ♀            | 22 de enero de 2013     | 300 Wii Points |
| Boom (3)                         | MC Mágico & Alex Wilson(Reggaeton Storm) | 2          | 2011 | Solo | ♀            | 22 de enero de 2013     | 300 Wii Points |
| The Lazy Song                    | Bruno Mars                               | 1          | 2011 | Solo | ♂            | 5 de marzo de 2013      | 300 Wii Points |
| Gold Dust                        | DJ Fresh                                 | 2          | 2012 | Solo | ♂            | 5 de marzo de 2013      | 300 Wii Points |
| Professor Pumplestickle (2D)     | Nick Phoenix & Thomas J. Bergensen       | 3          | 2006 | Dúo  | ♂-♂          | 5 de marzo de 2013      | 300 Wii Points |
| Die Young                        | Ke$ha                                    | 3          | 2012 | Dúo  | ♀-♀          | 2 de abril de 2013      | 300 Wii Points |
| Primadonna                       | Marina and the Diamonds                  | 2          | 2012 | Solo | ♀            | 2 de abril de 2013      | 300 Wii Points |
| Baby Girl (2)/(3D)               | Reggaeton                                | 2          | 2010 | Solo | ♂            | 2 de abril de 2013      | 240 MS Points  |

### Xbox 360
| Canción                           | Artista                                  | Dificultad | Año  | Modo | Bailarín(es) | Fecha de Salida         | Costo         |
| --------------------------------- | ---------------------------------------- | ---------- | ---- | ---- | ------------ | ----------------------- | ------------- |
| Part of Me                        | Katy Perry                               | 4          | 2012 | Solo | ♀            | 18 de octubre de 2012   | 180 MS Points |
| Gangnam Style                     | PSY                                      | 3          | 2012 | Dúo  | ♂/♀          | 21 de noviembre de 2012 | 180 MS Points |
| You Make Me Feel... (C)           | Cobra Starship featuring Sabi (cantante) | 2          | 2012 | Solo | ♀            | 18 de octubre de 2012   | 240 MS Points |
| Dagomba (2)/(3D)                  | Sorcerer                                 | 2          | 2003 | Solo | ♂            | 21 de noviembre de 2012 | 240 MS Points |
| Funhouse                          | P!nk                                     | 3          | 2012 | Solo | ♀            | 20 de noviembre de 2012 | 240 MS Points |
| Heavy Cross                       | Gossip                                   | 2          | 2009 | Solo | ♀            | 11 de diciembre de 2012 | 240 MS Points |
| Hit the Lights                    | Selena Gomez & the Scene                 | 2          | 2011 | Solo | ♀            | 11 de diciembre de 2012 | 240 MS Points |
| One Thing                         | One Direction                            | 1          | 2012 | Dúo  | ♀/♂          | 11 de diciembre de 2012 | 240 MS Points |
| Good Girl (N)                     | Carrie Underwood                         | 1          | 2012 | Solo | ♀            | 11 de diciembre de 2012 | 240 MS Points |
| So Glamorous*                     | Harlin James & Clav                      | 2          | 2012 | Solo | ♀            | 11 de diciembre de 2012 | 240 MS Points |
| Want U Back                       | Cher Lloyd feat. Astro                   | 1          | 2012 | Solo | ♀            | 11 de diciembre de 2012 | 240 MS Points |
| Oath                              | Cher Lloyd feat. Becky G                 | 2          | 2012 | Dúo  | ♀/♀          | 23 de enero de 2013     | 240 MS Points |
| We R Who We R                     | Ke$ha                                    | 2          | 2010 | Solo | ♀            | 23 de enero de 2013     | 240 MS Points |
| Boom* (3)                         | MC Mágico & Alex Wilson(Reggeton Storm)  | 2          | 2011 | Solo | ♀            | 23 de enero de 2013     | 240 MS Points |
| The Lazy Song                     | Bruno Mars                               | 1          | 2011 | Solo | ♂            | 5 de marzo de 2013      | 240 MS Points |
| Gold Dust                         | DJ Fresh                                 | 2          | 2012 | Solo | ♂            | 5 de marzo de 2013      | 240 MS Points |
| Professor Pumplestickle (2D)/(3D) | Nick Phoenix & Thomas J. Bergensen       | 3          | 2006 | Dúo  | ♂/♂          | 5 de marzo de 2013      | 240 MS Points |
| Primadonna                        | Marina and the Diamonds                  | 2          | 2012 | Solo | ♀            | 2 de abril de 2013      | 240 MS Points |
| Baby Girl (2)/(3D)                | Reggaeton                                | 2          | 2010 | Solo | ♂            | 2 de abril de 2013      | 240 MS Points |

### PlayStation 3
| Canción                           | Artista                            | Dificultad | Año  | Modo       | Bailarín(es) | Fecha de Salida                                         | Costo |
| --------------------------------- | ---------------------------------- | ---------- | ---- | ---------- | ------------ | ------------------------------------------------------- | ----- |
| Part of Me                        | Katy Perry                         | 4          | 2012 | Solo       | ♀            | 23 de octubre de 2012                                   | $2.99 |
| You Make Me Feel...               | Cobra Starship feat. Sabi          | 2          | 2011 | Solo       | ♀            | 23 de octubre de 2012 (PAL), 29 de enero de 2013 (NTSC) | $2.99 |
| Gangnam Style                     | PSY                                | 3          | 2012 | Dance Crew | ♂/♀/♂/♀      | 27 de noviembre de 2012                                 | $2.99 |
| Funhouse                          | Pink                               | 3          | 2009 | Solo       | ♀            | 27 de noviembre de 2012                                 | $2.99 |
| Dagomba (2)/(3D)                  | Sorcerer                           | 2          | 2003 | Solo       | ♂            | 27 de noviembre de 2012                                 | $2.99 |
| One Thing                         | One Direction                      | 1          | 2012 | Dúo        | ♀/♂          | 18 de diciembre de 2012                                 | $2.99 |
| Heavy Cross                       | Gossip                             | 2          | 2009 | Solo       | ♀            | 18 de diciembre de 2012                                 | $2.99 |
| Hit the Lights                    | Selena Gomez & the Scene           | 2          | 2011 | Solo       | ♀            | 18 de diciembre de 2012                                 | $2.99 |
| So Glamorous*                     | Harlin James & Clav                | 2          | 2012 | Solo       | ♀            | 18 de diciembre de 2012                                 | $2.99 |
| Good Girl (P)                     | Carrie Underwood                   | 1          | 2012 | Solo       | ♀            | 18 de diciembre de 2012                                 | $2.99 |
| Want U Back                       | Cher Lloyd feat. Astro             | 1          | 2012 | Solo       | ♀            | 18 de diciembre de 2012                                 | $2.99 |
| We R Who We R                     | Kesha                              | 2          | 2010 | Solo       | ♀            | 22 de enero de 2013                                     | $2.99 |
| Oath                              | Cher Lloyd feat. Becky G           | 2          | 2012 | Dúo        | ♀/♀          | 22 de enero de 2013                                     | $2.99 |
| Boom* (3)                         | MC Mágico and Alex Wilson          | 2          | 2011 | Solo       | ♀            | 22 de enero de 2013                                     | $2.99 |
| The Lazy Song                     | Bruno Mars                         | 1          | 2011 | Solo       | ♂            | 5 de marzo de 2013                                      | $2.99 |
| Gold Dust                         | DJ Fresh                           | 2          | 2010 | Solo       | ♂            | 5 de marzo de 2013                                      | $2.99 |
| Professor Pumplestickle (2D)/(3D) | Nick Phoenix & Thomas J. Bergersen | 3          | 2006 | Dúo        | ♂/♂          | 5 de marzo de 2013                                      | $2.99 |
| Die Young                         | Ke$ha                              | 3          | 2012 | Dúo        | ♀/♀          | 29 de marzo de 2013 (US)/ 2 de abril de 2013 (EU)       | $2.99 |
| Primadonna                        | Marina and the Diamonds            | 2          | 2012 | Solo       | ♀            | 29 de marzo de 2013 (US)/ 2 de abril de 2013 (EU)       | $2.99 |
| Baby Girl (2)/(3D)                | Reggaeton                          | 2          | 2010 | Solo       | ♂            | 29 de marzo de 2013 (US)/ 2 de abril de 2013 (EU)       | $2.99 |

### Wii U
| Canción                           | Artista                                  | Dificultad | Año  | Modo | Bailarín(es) | Fecha de Salida                                   | Costo |
| --------------------------------- | ---------------------------------------- | ---------- | ---- | ---- | ------------ | ------------------------------------------------- | ----- |
| Part of Me                        | Katy Perry                               | 4          | 2012 | Solo | ♀            | 24 de enero de 2013                               | $3.00 |
| Gangnam Style                     | PSY                                      | 3          | 2012 | Duo  | ♂/♀-♂-♀      | 24 de enero de 2013                               | $3.00 |
| Funhouse                          | P!nk                                     | 3          | 2012 | Solo | ♀            | 24 de enero de 2013                               | $3.00 |
| So Glamorous*                     | Harlin James & Clav                      | 2          | 2012 | Solo | ♀            | 24 de enero de 2013                               | $3.00 |
| Dagomba (2)/(3D)                  | Sorcerer                                 | 2          | 2003 | Solo | ♂            | 15 de febrero de 2013                             | $3.00 |
| Hit the Lights                    | Selena Gomez & the Scene                 | 2          | 2011 | Solo | ♀            | 15 de febrero de 2013                             | $3.00 |
| One Thing                         | One Direction                            | 1          | 2012 | Dúo  | ♀ ♂          | 15 de febrero de 2013                             | $3.00 |
| Heavy Cross                       | Gossip                                   | 2          | 2009 | Solo | ♀            | 15 de febrero de 2013                             | $3.00 |
| Oath                              | Cher Lloyd feat. Becky G                 | 2          | 2012 | Dúo  | ♀-♀          | 21 de febrero de 2013                             | $3.00 |
| We R Who We R                     | Ke$ha                                    | 2          | 2010 | Solo | ♀            | 21 de febrero de 2013                             | $3.00 |
| Boom* (3)                         | MC Mágico & Alex Wilson(Reggaeton Storm) | 2          | 2011 | Solo | ♀            | 21 de febrero de 2013                             | $3.00 |
| You Make Me Feel...               | Cobra Starship Ft. Sabi                  | 2          | 2012 | Solo | ♀            | 21 de febrero de 2013                             | $3.00 |
| The Lazy Song                     | Bruno Mars                               | 1          | 2011 | Solo | ♂            | 7 de marzo de 2013                                | $3.00 |
| Gold Dust                         | DJ Fresh                                 | 2          | 2012 | Solo | ♂            | 7 de marzo de 2013                                | $3.00 |
| Professor Pumplestickle (2D)/(3D) | Nick Phoenix & Tomas J. Bergensen        | 3          | 2006 | Dúo  | ♂-♂          | 7 de marzo de 2013                                | $3.00 |
| Die Young                         | Ke$ha                                    | 3          | 2012 | Dúo  | ♀-♀          | 29 de marzo de 2013 (US)/ 2 de abril de 2013 (EU) | $3.00 |
| Primadonna                        | Marina and the Diamonds                  | 2          | 2012 | Solo | ♀            | 29 de marzo de 2013 (US)/ 2 de abril de 2013 (EU) | $3.00 |
| Baby Girl (2)/(3D)                | Reggaeton                                | 2          | 2010 | Solo | ♂            | 29 de marzo de 2013 (US)/ 2 de abril de 2013 (EU) | $3.00 |

- Un * indica que es un Cover, no es la canción original.
- Una "(N)" indica que la canción solo está disponible para América (NTSC).
  - Una (NWD) Indica que es un DLC únicamente en las Wii NTSC, mientras que en el resto de Consolas y regiones está en el catálogo base.
- Una "(P)" indica que la canción solo está disponible para Europa (PAL).
- Una "(C)" indica que la canción es exclusiva de la Promoción de Cheetos (hasta 31 de diciembre) , Y ahora es DLC.
- Una "(2)" indica que la canción es originalmente de Just Dance 2.
- Una "(2D)"indica que la canción es originalmente un DLC de Just Dance 2.
- Una "(3)" indica que la canción es originalmente de Just Dance 3.
- Una "(3D)" indica que la canción es originalmente un DLC de Just Dance 3.